# Wilhelm der Jüngere (Braunschweig-Lüneburg)
Wilhelm der Jüngere, Herzog zu Braunschweig-Lüneburg (* 4. Juli 1535; † 20. August 1592) war von 1559 bis 1569 gemeinsam mit seinem Bruder Heinrich, von 1569 an dann in Alleinherrschaft Fürst von Lüneburg.

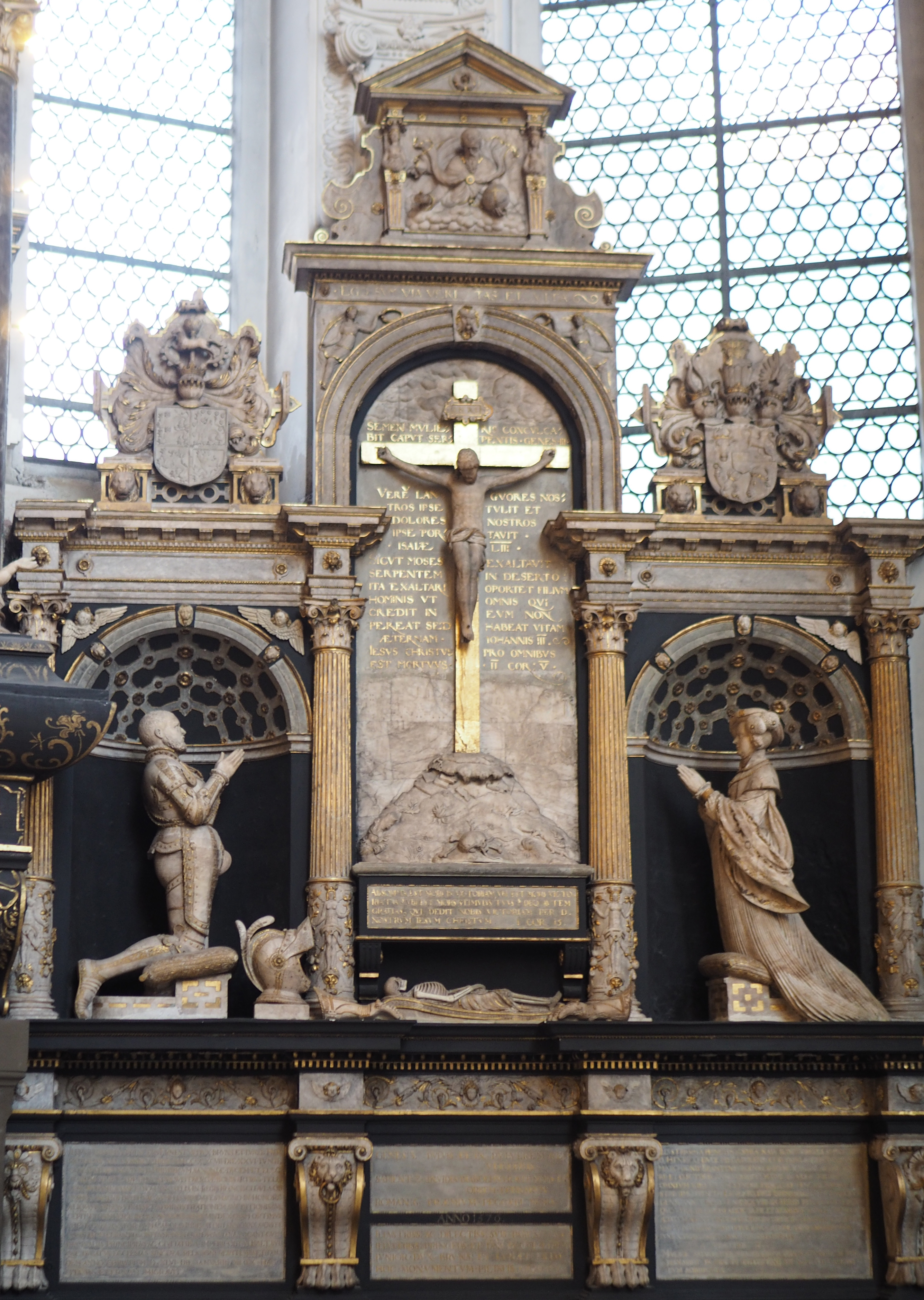
Epitaph Wilhelm der Jüngere und Gattin Dorothea von Dänemark in der Stadtkirche Celle

## Leben
Wilhelm der Jüngere war ein jüngerer Sohn des Herzogs Ernst des Bekenners (1497–1546) und der Sophie von Mecklenburg-Schwerin (1508–1541) und trat 1559  die Herrschaft in Lüneburg an. 
Ab 1569 unterstützte Wilhelm der Jüngere mit dem Corpus Doctrinae Wilhelminum die Reform des Fürstentums. Das Rechtswesen wurde neu geordnet, das Hofgericht eingeführt und der Handel gefördert. Wilhelm unterzeichnete die Konkordienformel von 1577 und das Konkordienbuch von 1580. Seit Herbst 1577 litt Herzog Wilhelm der Jüngere an einer psychischen Krankheit, die sich zunächst besserte, aber 1582 erneut auftrat. Herzogin Dorothea suchte Rat bei Verwandten und Ärzten, tatsächlich helfen konnte niemand. Wegen ihrer Forderung, den Herzog zu seiner eigenen und der Sicherheit der Familie einzuschließen, überwarf sie sich mit den führenden Beamten des Herzogs. Schließlich musste sogar Kaiser Rudolf II. eingreifen, eine kaiserliche Kommission empfahl strenges Gewahrsam. Die psychischen Probleme verschwanden glücklicherweise für mehrere Jahre, doch 1587 begannen sie erneut. Herzog Wilhelm der Jüngere konnte sein Amt nicht mehr ausüben und wurde in seiner Residenz Celle unter Zimmerarrest gestellt. Da die Söhne noch minderjährig waren, übernahmen eine Regierung der Statthalter und Räte unter Leitung von Philipp von Grubenhagen und Wilhelms Gemahlin Dorothea die Verwaltung des Fürstentums.

## Nachkommen
Wilhelm war seit dem 12. Oktober 1561 mit Dorothea, Prinzessin von Dänemark (* 29. Juni 1546 auf Koldinghus; † 6. Januar 1617 in Winsen (Luhe)), einer Tochter des Königs Christian III. von Dänemark verheiratet. Ihre Kinder waren:
- Sofie (* 30. Oktober 1563; † 14. Januarjul. / 24. Januar 1639greg.) ⚭ seit 1579 mit Georg Friedrich I. von Brandenburg-Ansbach
- Ernst (1564–1611)
- Elisabeth (* 19. Oktober 1565: † 17. Juli 1621) ⚭ Friedrich Graf von Hohenlohe-Langenburg (1553–1590)
- Christian (1566–1633), Bischof von Minden
- August der Ältere (1568–1636), Bischof von Ratzeburg
- Dorothea (* 1. Januar 1570; † 15. August 1649) ⚭ Karl Pfalzgraf von Birkenfeld (1560–1600)
- Clara (* 16. Januar 1571; † 18. Juli 1658) ⚭ seit dem 7. März 1593 mit Graf Wilhelm I. von Schwarzburg-Frankenhausen
- Anne Ursula (* 22. März 1572; † 5. Februar 1601)
- Margarethe (* 6. April 1573; † August 1643) ⚭ seit dem 16. September 1599 Johann Casimir von Sachsen-Coburg
- Friedrich (* 28. August 1574; † 10. Dezember 1648)
- Marie (* 21. Oktober 1575; † 8. August 1610)
- Magnus (* 30. August 1577;† 10. Februar 1632)
- Georg von Calenberg (1582–1641), Stammvater der heute fortlebenden Linie
- Johann (* 23. Juni 1583; † 27. November 1628)
- Sybille (* 3. Juni 1584; † 5. August 1652) ⚭ Julius Ernst von Braunschweig-Dannenberg (1571–1636)

Wilhelm der Jüngere wurde in der Fürstengruft in der Stadtkirche St. Marien in Celle beigesetzt. Nach dem Tode Wilhelms bezog seine Witwe Dorothea 1593 das Winsener Schloss als Witwensitz.

## Erbfolge
Nach Wilhelms Tod einigten sich seine Söhne, keine weitere Erbteilung des Neuen Hauses Lüneburg durchzuführen, sondern das Fürstentum ungeteilt von Celle aus zu regieren. Das Los sollte außerdem entscheiden, welcher der Söhne standesgemäß heiraten durfte. Dieses Los fiel auf seinen Sohn Georg, so dass seine Söhne einmal die Erbfolge von ihm und seinen Brüdern antreten durften. Diese Lösung hat allerdings im Wesentlichen nur bis zur welfischen Erbteilung 1635 Bestand.